# Ізопський канал
Ізопський канал (словац. Ižopský kanál) — меліоративний канал; впадає у канал Врбіна-Голяре, протікає в окрузі Дунайська Стреда.
Довжина приблизно 8.8 км. Витік знаходиться в Дунайській рівнині.
Протікає територією міста Вельки Медер (міська частина Ізоп). Впадає у канал Врбіна-Голяре на висоті 111 метрів.